# Rhitymna hildebrandti
Rhitymna hildebrandti là một loài nhện trong họ Sparassidae.
Loài này thuộc chi Rhitymna. Rhitymna hildebrandti được miêu tả năm 1914 bởi Järvi.